# Koide Narashige

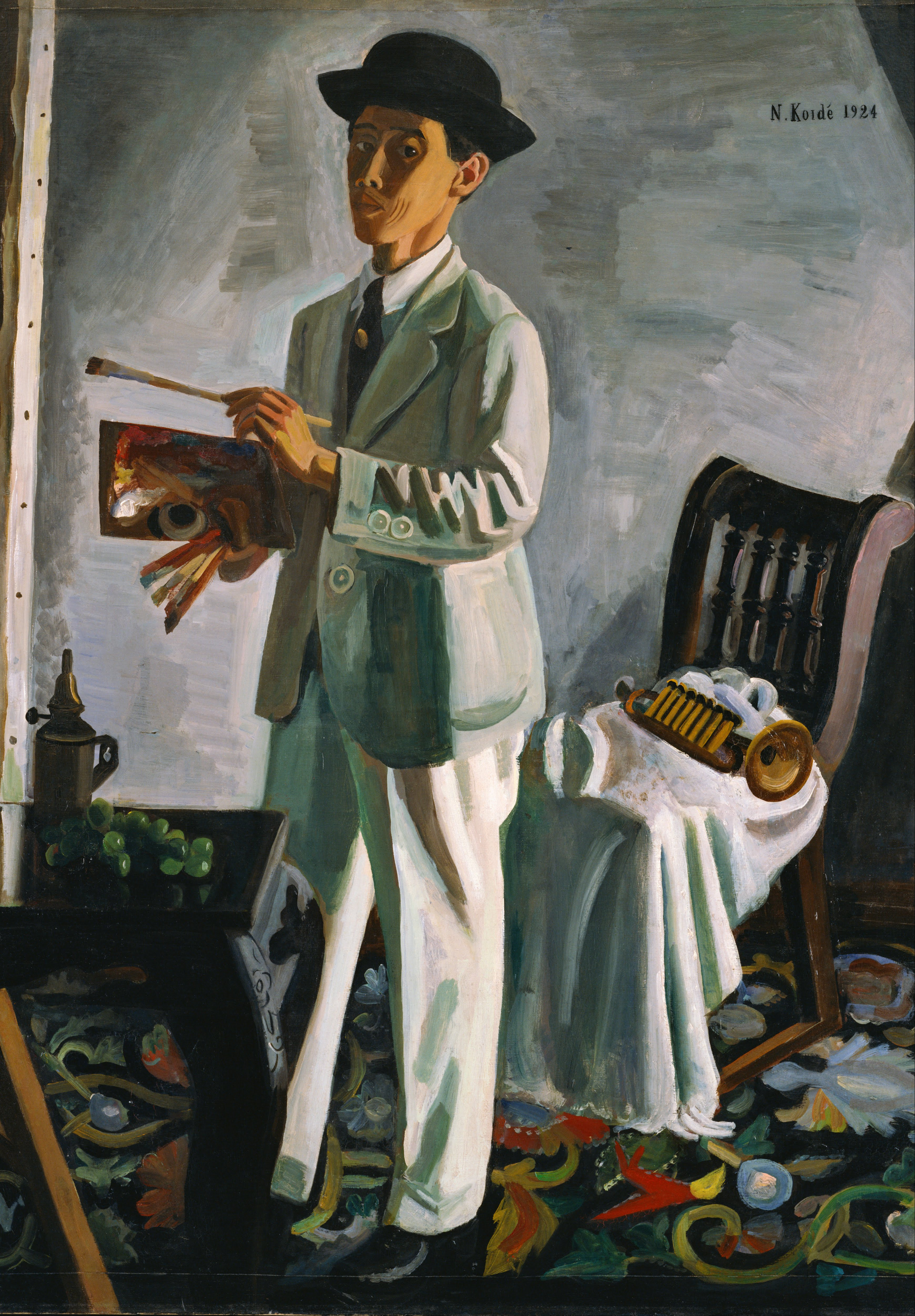
Selbstporträt mit Hut, 1924

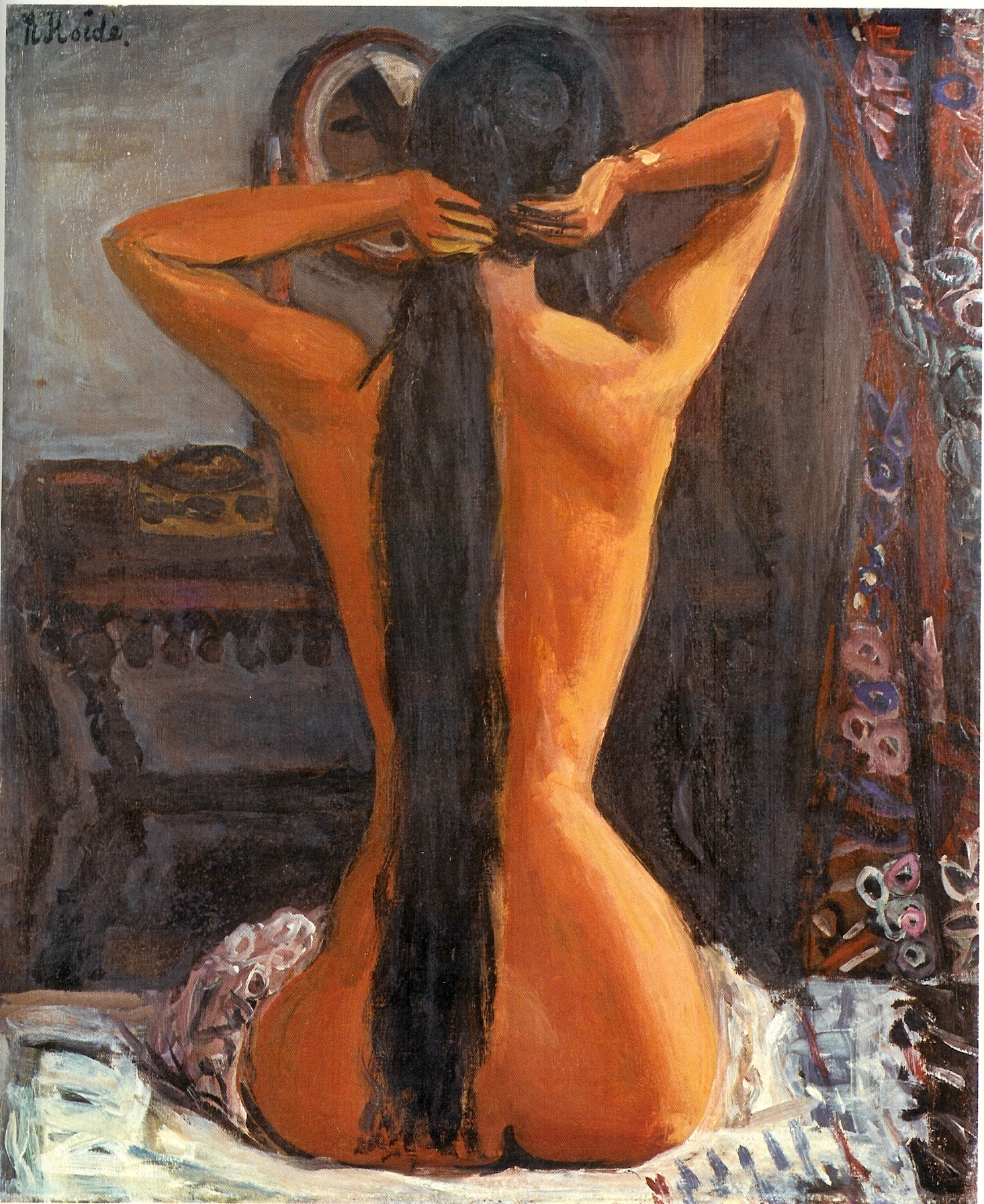
Rückenakt, 1927

Koide Narashige (japanisch 小出 楢重; geb. 13. Oktober 1887 in Osaka; gest. 13. Februar 1931) war ein japanischer Maler des Yōga-Stils.

## Leben
Koide Narashige ging 1907 nach Tokyo und begann ein Studium an der staatlichen Kunstakademie Tokio (heute Kunsthochschule Tokio) in der Abteilung für traditionelle Malerei, wechselte dann aber in die Abteilung für westliche Malerei, studierte unter Kuroda Seiki und machte 1914 seinen Abschluss. Danach stellte er aus in der Abteilung für westliche Malerei im Nihon Bijutsu-in.
1919 stellte der in der sechsten Ausstellung der Künstlergesellschaft Nika-kai das Gemälde „Die Familie N“ (Nの家族, N no kazoku) aus und gewann damit den Chogyū-Preis. Im nächsten Jahr gewann er den Nika-Preis und wurde bekannt mit dem Gemälde „Bildnis der O-Ume“ (お梅の像, O-Ume no zō). Noch ist der Einfluss von Kishida Ryūsei und anderen Zeitgenossen zu spüren. 1921 ging Koide nach Europa. Geplant war ein längerer Aufenthalt in Frankreich, aber er kehrte bereits nach einem halben Jahr zurück, aber nicht ohne auch im Oktober 1921 für fast drei Wochen Berlin besucht zu haben. Der Besuch in Europa beeinflusste seinen Stil. Er versuchte nun, seine Eindrücke spontaner und einfacher wiederzugeben, nutzte nun noch stärker die Möglichkeiten der Ölfarbe aus.
1923 wurde er in die Nika-kai Gesellschaft aufgenommen. Im folgenden Jahr eröffnete er, zusammen mit Nabei Katsuyuki (1888–1969) und anderen, das Shinanobashi-Institut für westliche Kunst (信濃橋洋画研究所, Shinanobashi Yōga Kenkūjo) in Osaka, das sich zu einer bedeutenden Einrichtung zur Förderung der westlichen Kunst im Kansai-Gebiet entwickelte. Trotz schwacher Gesundheit war Koide bemüht, sich ständig weiterzuentwickeln. Gleichzeitig schuf er Buchillustrationen, wie die für Tanizaki Jun’ichirōs Werk „Würmer, die Knöterich fressen“ (蓼食う虫, Tade kuu mushi). Koide beschäftigte sich auch mit Hinterglas-Malerei.
In den Jahren 1928 bis 1930 schuf Koide eine größere Serie liegender Akte, für die leichte Verformungen der Gliedmaßen typisch sind.
Koide war auch als Essayist tätig und hinterließ eine Reihe von Essay-Bänden, z. B. „Narashiges Essays“ (楢重随筆, Narashige zuihitsu; 1927), „Wohltuende Landschaften“ (目出度き風景, Medetaki fūkei; 1930), „Neue Techniken der Ölmalerei“ (油絵新技法, Abura-e shin-gihō; 1930) und „Die Atmosphäre ist wichtig“ (大切な雰囲気, Taisetsu na fun’iki; 1936).

## Galerie

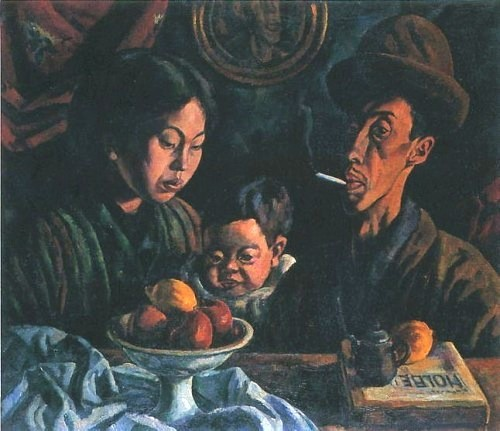
Familie N, 1919
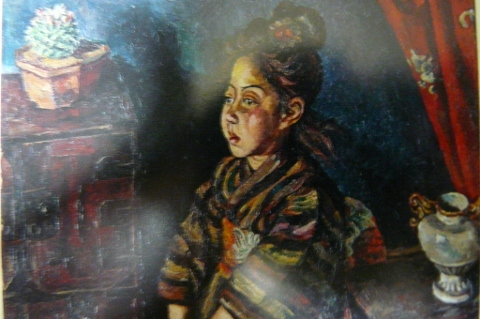
Bildnis der O-Ume, 1920
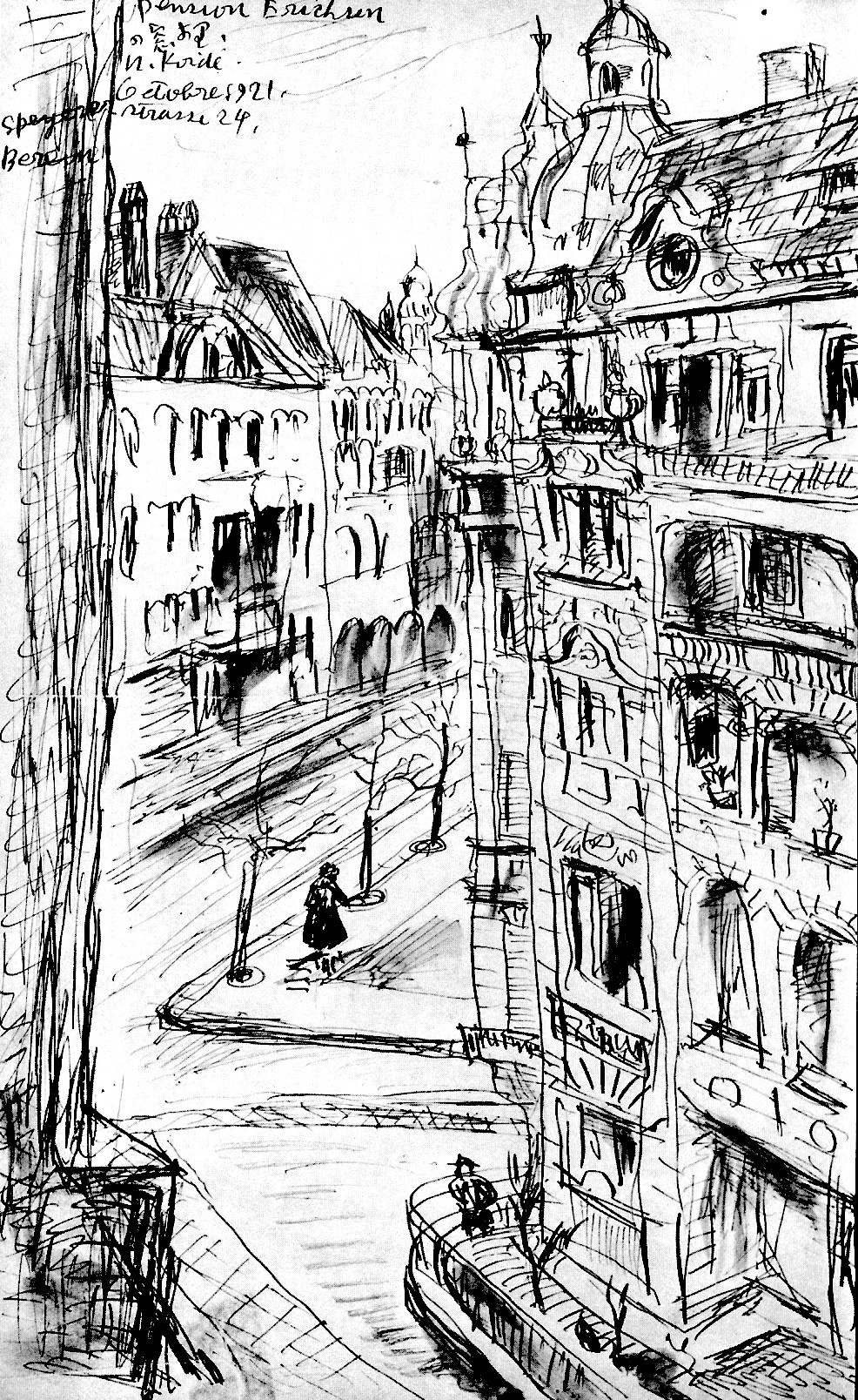
Straßenecke in Berlin, 1921
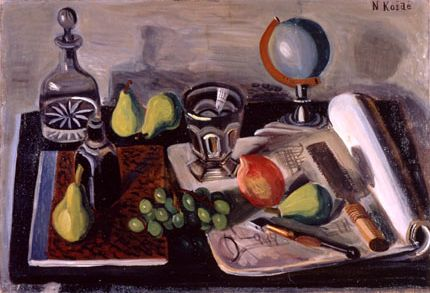
Stilleben mit Globus, 1925
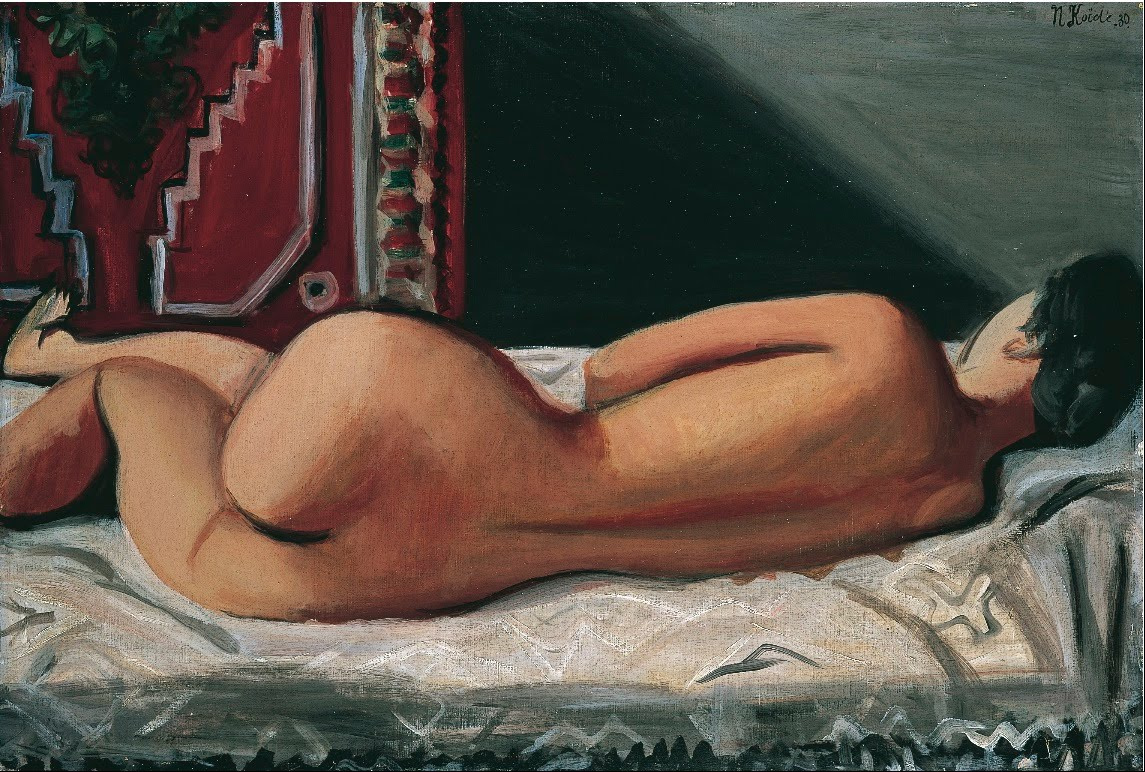
Liegender Akt. 1930[A 3]
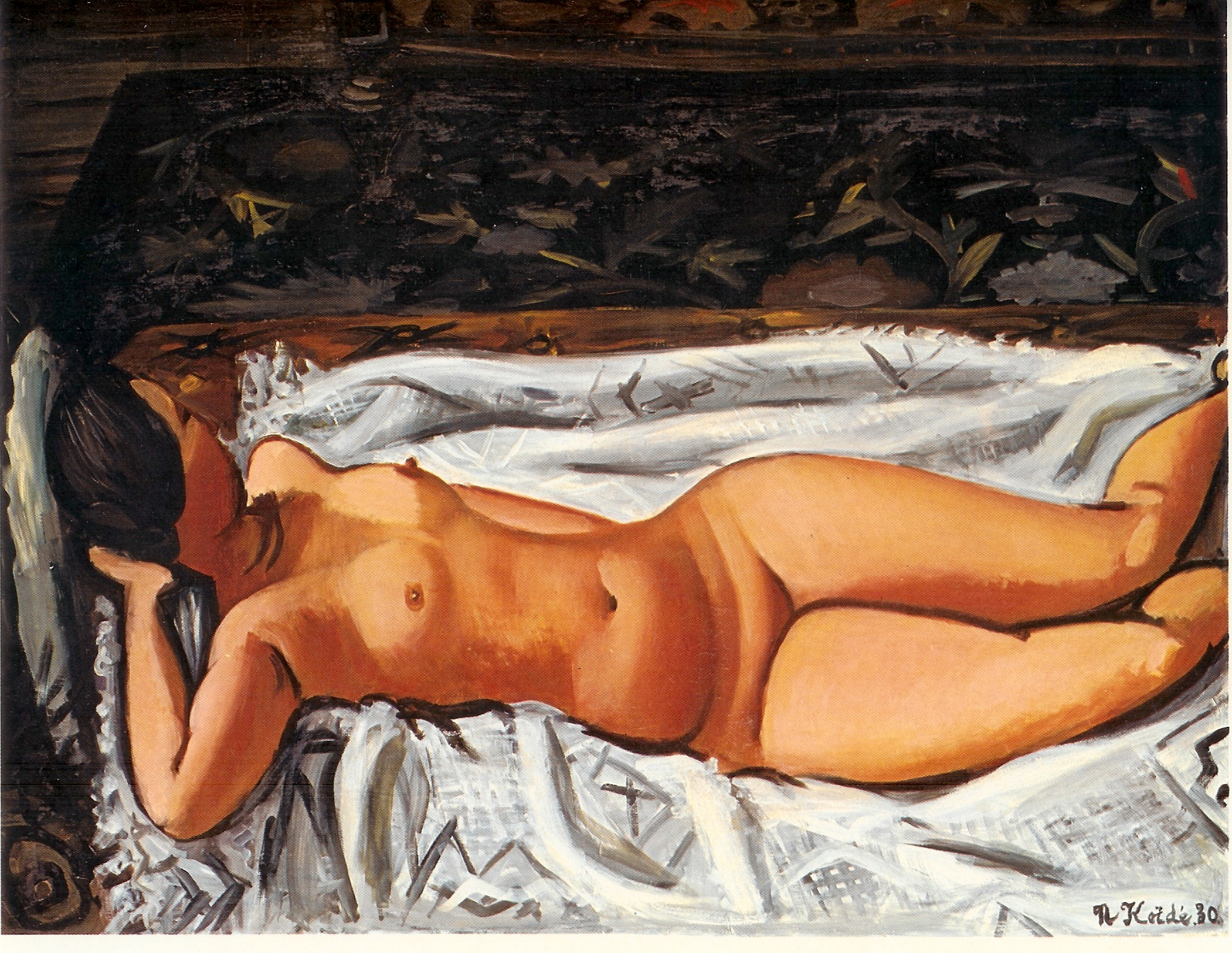
Akt auf dem chinesischen Bett, 1930
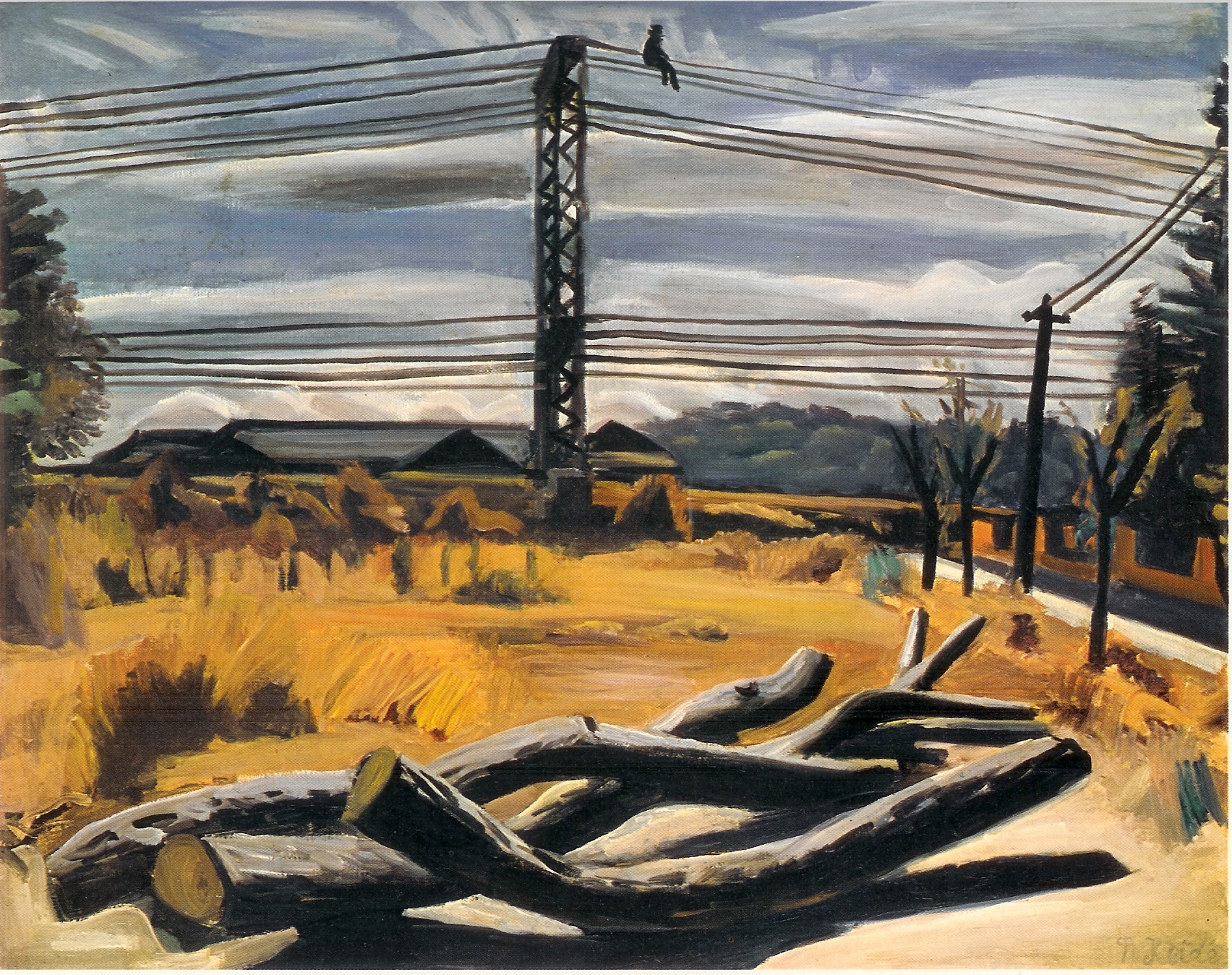
Landschaft mit gefällten Bäumen, 1930